# نورنبرگ (فیلم ۲۰۲۵)
نورنبرگ (به انگلیسی: Nuremberg) یک فیلم درام تاریخی آمریکایی آماده اکران به نویسندگی و کارگردانی جیمز وندربیلت است. این فیلم بر اساس کتاب غیرداستانی نازی و روانپزشک نوشته جک الهای ساخته شده است. رامی ملک، راسل کرو و مایکل شنون در این فیلم بازی می‌کنند.

## داستان
داگلاس کلی روانپزشک را در حالی که با زندانیان نازی مصاحبه می‌کند تا مشخص کند آیا آنها برای محاکمه مناسب هستند یا خیر را به تصویر می‌کشد.

## تولید
فیلمبرداری در فوریه ۲۰۲۴ در مجارستان آغاز شد.